# Беленихино
Белени́хино — село в Прохоровском районе Белгородской области России, административный центр Беленихинского сельского поселения. Так же железнодорожная станция на участке железной дороге Белгород-Курск. Удалённость от районного центра 15 км. Население — 1183 чел. (2010).

## История
Село Беленихино было известно с 1874 года, когда был создан полустанок Беленихино между Прохоровкой и Кустарной (Сажное).
Название было получено от местных землевладельцев. В Корочанском и Обоянском уездах землей владели братья Беленихины — Петр Беленихин, прапорщик запаса, и Дмитрий Беленихин, поручик запаса.
При докладе комиссии в 1879 году значились следующие данные:
«Полустанок Беленихино построен в 1874 году в счет первой части дополнительного облигационного капитала по утвержденному типу. На полустанции нет колодца и вода подвозится за 1,5 версты из деревни Ивановки, хотя по качеству эта вода мало пригодна для питья. В жилом доме производится ремонт. Живущие показали, что дом зимой холодный, с полу и по углам продувает. Окраска здания произведена без предварительной шпаклевки».
Расположение станции оказалось удобным для проживания и рядом с ней стали селиться люди из ближайших сёл. В 1917 году революция и Гражданская война пришли и в Беленихино: в 1918 году здесь начал работу Белгородский ревком, формировавший части Красной Армии. Станция стала прифронтовой и пограничной, стала частью демаркационной линии.
В 1930-е годы в стране началась коллективизация и скором времени в селе был создан Беленихинский свеклопункт. В эти года открывается клуб и библиотека.
В 1935—1961 годах Беленихино было центром Беленихинского района.
В октябре 1941 (до 26 октября включительно) на станции Беленихино находился кп (командный пункт) 227-й стрелковой дивизии РККА.
Беленихино было оккупировано нацистскими войсками между 2 и 4 ноября 1941 года.
В 1943 году неподалёку произошло танковое сражение. В селе похоронен Герой Советского Союза Алексей Власов.
За годы Великой Отечественной войны село было почти разрушено. В послевоенные годы было приложено много усилий для его восстановления. Инфраструктура возрождалась вместе жилыми домами, к 1980-м годам уже открылись современные объекты такие как торговый центр. В эти же года открылись: пекарня, Дом культуры, сельская столовая.
В 90- х годах началась газификация села.

## Население
| 1959 | 2002  | 2009  | 2010  |
| ---- | ----- | ----- | ----- |
| 900  | ↗1208 | ↘1200 | ↘1183 |

## Экономика
3 магазина, кафе «Раздолье», хлебопекарня, 2 фермерских хозяйства. Мини-маслоцех, автосервис, колбасный цех.

## Транспорт
В 2009 году открыли новую дорогу Беленихино — Тетеревино. От станции Беленихино в 2005 году начата укладка подъездных путей к месторождению Яковлевского рудника.

## Памятники
На территории села находится одно из самых крупных воинских захоронений, на котором похоронено более двух тысяч воинов Великой Отечественной войны. В 60-е годы XX века был установлен памятник. В 2014 году была открыта новая скульптурная композиция, выполненная скульптором Анатолием Шишковым. Новый памятник в Беленихино стал шестнадцатым, который открыли в рамках программы реставрации воинских мемориалов фонда «Поколение».

## Социальная сфера
- Школа, больница, детский сад.